# آمریکن پرایوتیر وریور
آمریکن پرایوتیر وریور (به انگلیسی: American privateer Warrior) یک کشتی است.